# Ezequiel Loza
Ezequiel Antonio Loza Fernández (Santoña, Cantabria, España; 1 de octubre de 1976), conocido como Ezequiel Loza, es un exfutbolista y entrenador de fútbol español. Actualmente dirige al Rayo Cantabria de la Segunda Federación.

## Trayectoria

### Como jugador
Loza actuaba en la posición de defensa central y se formó como futbolista en las categorías inferiores del Real Racing Club de Santander y llegó a defender la camiseta del Rayo Cantabria entre 1995 y 1998, con el que llegó a ascender a la Segunda División B de España con Manolo Preciado en el banquillo.
El santoñes llegó a ser convocado en tres ocasiones con el primer equipo verdiblanco en Primera División pero no llegó a debutar con el primer equipo y más tarde, jugaría en la Sociedad Deportiva Noja, la Club Deportivo Logroñés, el Club Deportivo Ourense, la Sociedad Deportiva Ponferradina y la Real Sociedad Gimnástica de Torrelavega, equipo en el que colgó las botas para comenzar su carrera en los banquillos.

### Como entrenador
Ezequiel comenzó su trayectoria como entrenador en 2009 en las categorías inferiores de la Gimnástica de Torrelavega, dirigiendo al juvenil y al filial del conjunto torrelaveguense durante varias temporadas.
En la temporada 2013-14, sería entrenador del primer equipo de la Gimnástica de Torrelavega, con el que se proclamó campeón del Grupo III de Tercera División en 2014.
En la temporada 2014-15, firma por el Club Portugalete de la Tercera División de España, con el que lograría el ascenso a la Segunda División B, tras proclamarse líder en Tercera y vencer en la promoción de ascenso a los equipos: Club de Fútbol Talavera de la Reina, Martos Club Deportivo y al Club Deportivo Cayón. 
En la temporada 2015-16, dirigió al Club Portugalete en la Segunda División B de España hasta la jornada quince, donde tan solo logró una victoria, siete empates y otras siete derrotas, por lo que el equipo estaba colista. 
En julio de 2016, firmaría como Director del Fútbol Base del Racing de Santander, en el que estuvo dos temporadas.
En la temporada 2018-19, tras salir del Racing de Santander, regresa al Club Portugalete de la Tercera División de España, con el que vuelve a ser primero de su grupo pero caería en la fase final de la eliminatoria.
En la temporada 2019-20, continúa al frente del Club Portugalete, con el que vuelve a ser líder de su grupo y lograría el ascenso a la Segunda División B de España cinco años después.
En la temporada 2020-21, dirige de nuevo al Club Portugalete en la Segunda División B de España, hasta su destitución el 18 de enero de 2021.
El 17 de mayo de 2021, firma como entrenador del Rayo Cantabria de la Segunda Federación.

## Clubes

### Como entrenador
| Club                                           | País   | Año       |
| ---------------------------------------------- | ------ | --------- |
| Gimnástica de Torrelavega                      | España | 2013-2014 |
| Club Portugalete                               | España | 2014-2015 |
| Racing de Santander (Director del Fútbol Base) | España | 2016-2018 |
| Club Portugalete                               | España | 2018-2021 |
| Rayo Cantabria                                 | España | 2021-     |